# 볼프강 자발리슈

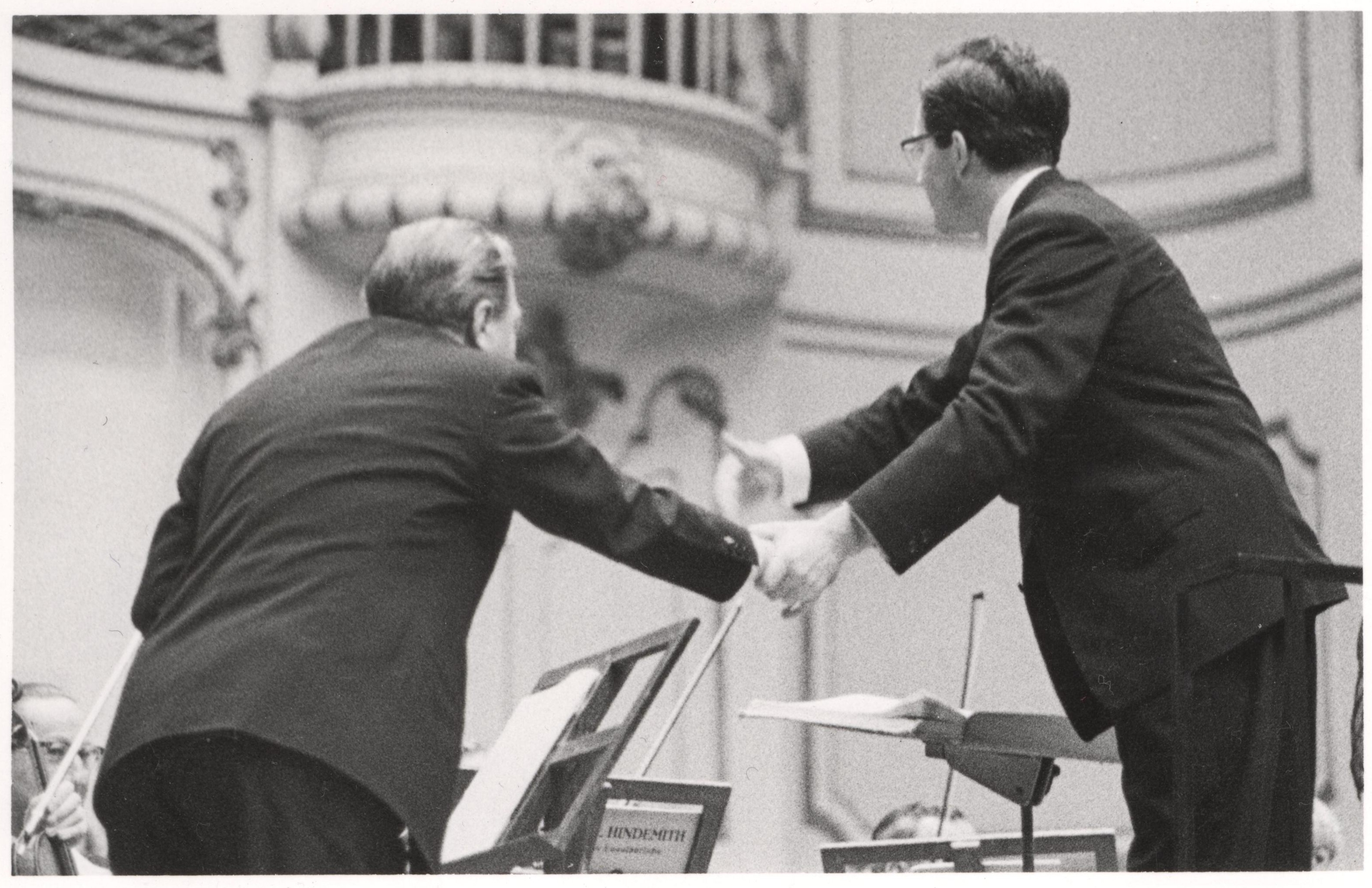

볼프강 자발리쉬(Wolfgang Sawallisch, 1923년 8월 26일 ~ 2013년 2월 22일)는 독일의 지휘자이자 피아니스트이다.
볼프강 자발리쉬는 뮌헨에서 마리아와 빌헬름 자발리쉬의 아들로 태어났다. 그의 아버지는 도시의 Hamburg-Bremer-Feuerversicherung의 감독이었다. 볼프강의 형제 베르너는 5살 연상이었다. 그는 1942년 뮌헨의 Wittelsbacher-Gymnasium에서 Abitur를 통과했다.

다섯 살 때 그는 이미 피아노를 치고 있었고 열 살 때는 콘서트 피아니스트가 되기로 결심했다. 리하르트 슈트라우스와 한스 크나퍼츠부슈의 영향을 크게 받았다. 그의 음악 교육에서 그는 가족, 특히 그로 인해 다시 활동하게 된 과부 어머니와 그의 형의 아낌없는 지원을 받았다. 처음에는 작곡과 피아노를 개인적으로 공부했다. 이로써 그는 2차 세계 대전 전후에 재정적 걱정 없이 피아니스트와 지휘자로서의 경력을 준비할 수 있었다. 그의 직업적 발전은 군 복무와 이탈리아에서의 영국 포로로 인해 중단되었다. 제 2차 세계 대전 중에 그는 프랑스와 이탈리아 의 Wehrmacht에서 복무했으며 전쟁이 끝날 무렵 영국 포로 수용소에 억류되었다.
뮌헨으로 귀국한 후 요제프 하스에게 사사하여 한 학기 만에 1946년 뮌헨 국립 음악원에서 국가고시에 합격하였다. 그는 Hans Rosbaud와 Igor Markevitch와 지휘 수업을 받았다. 그는 Stadttheater Augsburg에서 첫 직장을 찾았다. 이 기간 동안 그는 Pemmering 출신의 오르간 제작자 Magnus Schmid(1889-1964)의 딸인 가수 Mechthild Schmid(1921-1998)와 결혼했다. 그녀는 함께 일생 동안 큰 영향을 미쳤다.
1944년 아내의 첫 결혼에서 태어난 그녀의 아들을 입양함으로써 그는 자신의 가족을 꾸렸다. Mechthild는 남편의 경력을 위해 가수로서의 자신의 경력을 포기했다. 한편으로 그녀는 성공한 남자의 그늘에 서 있는 것으로 고통받았고, 다른 한편으로 그녀는 그의 매니저로서의 역할을 보았다. 결혼 46년 만에 갑상선암으로 77세의 나이로 세상을 떠났다.
그는 1947년 아우크스부르크의 오페라 하우스에서 경력을 시작했다 처음에는 레페티튜르(repétiteur)를 역임하다가 나중에 상임지휘자가 되었다. 1949년 바이올리니스트 게르하르트 자이츠와 함께 제네바 국제 음악 콩쿠르에서 1위를 차지했다. 1952~53년 그는 오스트리아 잘츠부르크에 있는 모차르테움 국제 여름 아카데미에서 이고르 마르케비치의 개인 비서로 일했다.
헤르베르트 폰 카라얀 이 당시 상임지휘자였던 베를린 필하모닉 오케스트라를 지휘했을 때 그의 나이 겨우 30세였다. 1957년 트리스탄과 이졸데를 지휘 하는 바이로이트 페스트슈필하우스에서 데뷔했을 때 그는 그곳에 출연한 최연소 지휘자였다.
비엔나 필하모닉 오케스트라와 뉴욕 메트로폴리탄 오페라에 대한 제의를 거절한 후 사발리쉬는 1960년 비엔나 심포니의 상임 지휘자가 되었으며 10년 동안 그 직책을 맡았다. 1961년 함부르크 심포니 오케스트라 지휘를 시작해 10년 동안 지휘했다. 1970년부터 1980년까지 그는 스위스 로만드 오케스트라의 음악 감독이었다.
1971년부터 1992년까지 그는 바이에른 국립 오페라 의 음악 감독이었고 1983년부터 몇 년 동안 그는 동시에 총지배인을 역임했다. 30년 동안 그는 뮌헨의 음악 행사와 밀접하게 관련되어 있었다. 이곳에서 그는 거의 모든 주요 리하르트 슈트라우스 오페라를 지휘했다.리하르트 바그너 니벨룽의 반지 사이클을 32회 완주했으며 도시에서만 거의 1200회에 달하는 오페라 공연을 한 것으로 알려져 있다.